# Acantholimon aspadanum
Acantholimon aspadanum är en triftväxtart som beskrevs av Aleksandr Andrejevitj Bunge. Acantholimon aspadanum ingår i släktet Acantholimon och familjen triftväxter. Inga underarter finns listade i Catalogue of Life.